# خافيير رودريغيز (لاعب كرة قدم)
خافيير رودريغيز (بالإسبانية: Javier Vidales)‏ (و. 1965  م) هو لاعب كرة قدم، ومدرب كرة قدم إسباني، ولد في أسترقة.